# San Manuel-Linn
San Manuel-Linn é uma Região censo-designada localizada no estado norte-americano do Texas, no Condado de Hidalgo.

## Demografia
Segundo o censo norte-americano de 2000, a sua população era de 958 habitantes.

## Geografia
De acordo com o United States Census Bureau tem uma área de
126,1 km², dos quais 125,9 km² cobertos por terra e 0,2 km² cobertos por água.

## Localidades na vizinhança
O diagrama seguinte representa as localidades num raio de 32 km ao redor de San Manuel-Linn.